# Qatanna
Qatanna, también transcrito como Qatanaa, (en árabe: قطنه‎) es un municipio palestino de la gobernación de Jerusalén, Cisjordania. Está situado a 18 km al noroeste de Jerusalén, a una altitud de 650 metros. Según la Oficina Central de Estadísticas de Palestina, tenía 6981 habitantes en 2017, y se estima que en 2024 alcanzó 8218 personas.
Qatanna es parte del «Enclave de Biddu», al que pertenecen los pueblos palestinos de Biddu, Beit Ijza, Al-Qubeiba, Beit Surik, Beit Duqqu, Beit ‘Anan y Kharayib Umm al Lahim. El enclave está rodeado al sur, este y oeste por la barrera de separación israelí que impide el acceso a buena parte de sus tierras de cultivo y dificulta su conexión con el resto de Cisjordania.

## Servicios públicos
Desde 1997, un consejo municipal gobierna el pueblo. Se compone de once miembros nombrados por la Autoridad Nacional Palestina, además de trece empleados permanentes.
Qatanna cuenta con dos escuelas públicas gestionadas por el ministerio de Educación palestino, una de educación primaria y otra de educación secundaria. Hay dos escuelas más, una privada y otra de educación primaria para chicas gestionada por la UNRWA. Los dos jardines de infancia existentes son de titularidad privada.
Los centros de salud en Qatanna son: el Centro de la Media Luna Roja Palestina, un centro privado
de maternidad y cuidados infantiles, un centro privado de fisioterapia, una clínica médica privada, una clínica dental
gestionada por una ONG, una clínica pediátrica privada y una farmacia. En caso de ausencia de los servicios de salud necesarios o en casos de emergencias, los pacientes son enviados al Centro Carmel, el Centro Al Quds
o al Centro de la Palestinian Medical Relief Society, todos ellos situados en Biddu a 5 km de distancia, o bien se les envía al Centro de Salud de la UNRWA en Beit Surik, a 7 km de la localidad.